# Schleibrücke Kappeln
Die Schleibrücke in Kappeln ist eine zweiflügelige Doppel-Klappbrücke, die die Schlei überquert und damit die Landschaften Angeln und Schwansen verbindet. Sie wurde von 2000 bis 2002 gebaut und am 2. Dezember 2002 für den Verkehr freigegeben. Über die Brücke führt vierstreifig die B 203 und ein Fuß- und Radweg.

## Öffnung
Die Brücke wird auf Anforderung (Hissen der blau-weißen N-Flagge , mündliche Anforderung via UKW-Kanal 11 oder Telefon) 20 Minuten vor der vollen Stunde geöffnet. Mögliche Öffnungszeiten sind vom 1. April bis 31. Oktober von 05.40 Uhr bis 21.40 Uhr und vom 1. November bis 31. März von 07.40 Uhr bis 17.40 Uhr. Die Brücke ist bis zu 15 Minuten lang geöffnet, der Rückstau der Autos baut sich in bis zu 10 Minuten wieder ab.
Der eigentliche Vorgang der Öffnung bzw. Schließung der Brücke dauert genau zwei Minuten. Erst 55 Sekunden später sind die Schranken wieder geöffnet, die Ampeln auf grün geschaltet und die Autos dürfen wieder die Brücke passieren.
Gegenüber dem Schiffsverkehr hat die Brücke auf der jeweils rechten Durchfahrtseite drei im rechten Winkel angeordnete Doppel-Signalleuchten - rot/weiß, rot/grün, rot/grün. Die Bedeutung erschließt sich nach BinSchStrO § 6.26. Bei geöffneter Brücke zeigen diese weiß-grün-grün, bei geschlossener Brücke weiß-rot-rot. Während sich die Brücke öffnet / schließt aus-rot-aus.

## Geschichte

### Fähren
Seit 1671 ist eine Fährverbindung zwischen Kappeln und Ellenberg nachgewiesen. Der Betreiber musste eine jährliche Pacht an das Gut Loitmark zahlen. Im August 1850 wurde auf Anweisung des dänischen Kommandanten Giödesen eine erste Brücke gebaut.

### Pontonbrücke (1867 bis 1927)
1867 wurde auf Initiative Kappelner Kaufleute eine Pontonbrücke gebaut. Diese war ungefähr 180 Meter lang und ruhte auf 18 Kähnen. An der tiefsten Stelle der Schlei konnte die Brücke geöffnet werden. Auf der Brücke lagen Schienen für die Eckernförder Kreisbahnen, allerdings waren die Lokomotiven für die Brücke zu schwer, sodass die Wagen einzeln mit Pferden über die Brücke gezogen werden mussten. Für die Nutzung der Brücke musste Brückengeld bezahlt werden. Durch Havarien und Eis wurde die Brücke immer wieder beschädigt.

### Drehbrücke (1927 bis 2002)
Für die neue Brücke sollte ursprünglich der alte Überbau der Lindaunisser Brücke verwendet werden; man entschied sich jedoch kurzfristig dafür, die Brücke zweispurig zu bauen, weil der Verkehr angestiegen war. Die Brücke hatte einen drehbaren Teil, der geöffnet werden konnte. Die Brücke konnte zwei 50 Tonnen schwere Lokomotiven mit 18 Tonnen Wagen tragen. 1933 wurde die Benutzung kostenlos. Die Drehbrücke wurde nach Fertigstellung der Klappbrücke Anfang Januar 2003 abgerissen. An sie erinnern ein Stück der Stahlverstrebungen sowie ein Schaukasten mit Fotos an der Ecke Rathausmarkt/Kirchstraße. Der ehemalige Brückenkopf auf der Kappelner Seite wurde als Wassertreppe in die Hafenmeile integriert.

### Klappbrücke (seit 2002)
Weil die Drehbrücke für den wachsenden Verkehr nicht mehr ausreichte, wurde ein Nachfolgebauwerk geplant. Ein Tunnel konnte sich wegen zu hoher Kosten nicht durchsetzen und eine Hochbrücke hätte das Stadtbild stark verändert sowie längere Wege ins Stadtzentrum bedeutet. Die Stadtvertretung war 1986 einstimmig für eine „zweiflügelige Doppel-Waagebalken-Konstruktion“. Mit einer derartigen Konstruktion mit hochliegenden Gegengewichten lagen nach Meinung des Bundesverkehrsministeriums allerdings nicht genug Erfahrungen vor, sodass man sich für eine zweiflügelige Doppelklappbrücke entschied.
Der „Erste Rammschlag“ war am 27. April 2000. Die neue Klappbrücke wurde mit einem öffentlichen Brückenfest am 1. Dezember 2002 eingeweiht und am Folgetag dem Verkehr übergeben.

## Konstruktion
Die 207 m lange Schleibrücke Kappeln besitzt zwei Klappenpaare in Stahlbauweise, die für die Durchfahrt von Schiffen geöffnet werden können. Sie werden elektrohydraulisch angetrieben. Zwischen dem westlichen Widerlager und Klappenpfeiler sowie dem östlichen Widerlager und Klappenpfeiler befinden sich zwei Spannbetonüberbauten. Weil der Untergrund aufgrund eines dicken Faulschlammpaketes nicht tragfähig genug ist, mussten aufwendige Senkkastengründungen bei den Klappenpfeilern gefertigt werden und die anderen Pfeiler wurden mit Verpress-Mörtel-Pfählen gegründet. Die beiden Widerlager sind flach gegründet. Die Brücke wird vom Leitstand im Brückenwärterhaus gesteuert, das sich auf dem östlichen Klappenpfeiler befindet.
Zur Vergrößerung der Verkehrsräume und zur Ermöglichung des querenden Verkehrs im Stadtgebiet bei Brückenöffnungen, wurde die Brücke einschließlich der zuführenden Straßenabschnitte vierstreifig und mit Ampelanlagen ausgebildet.
Die im Stadtgebiet vorhandene Hafenpromenade verläuft im Brückenbereich in einer Rad- und Fußweg-Unterführung.

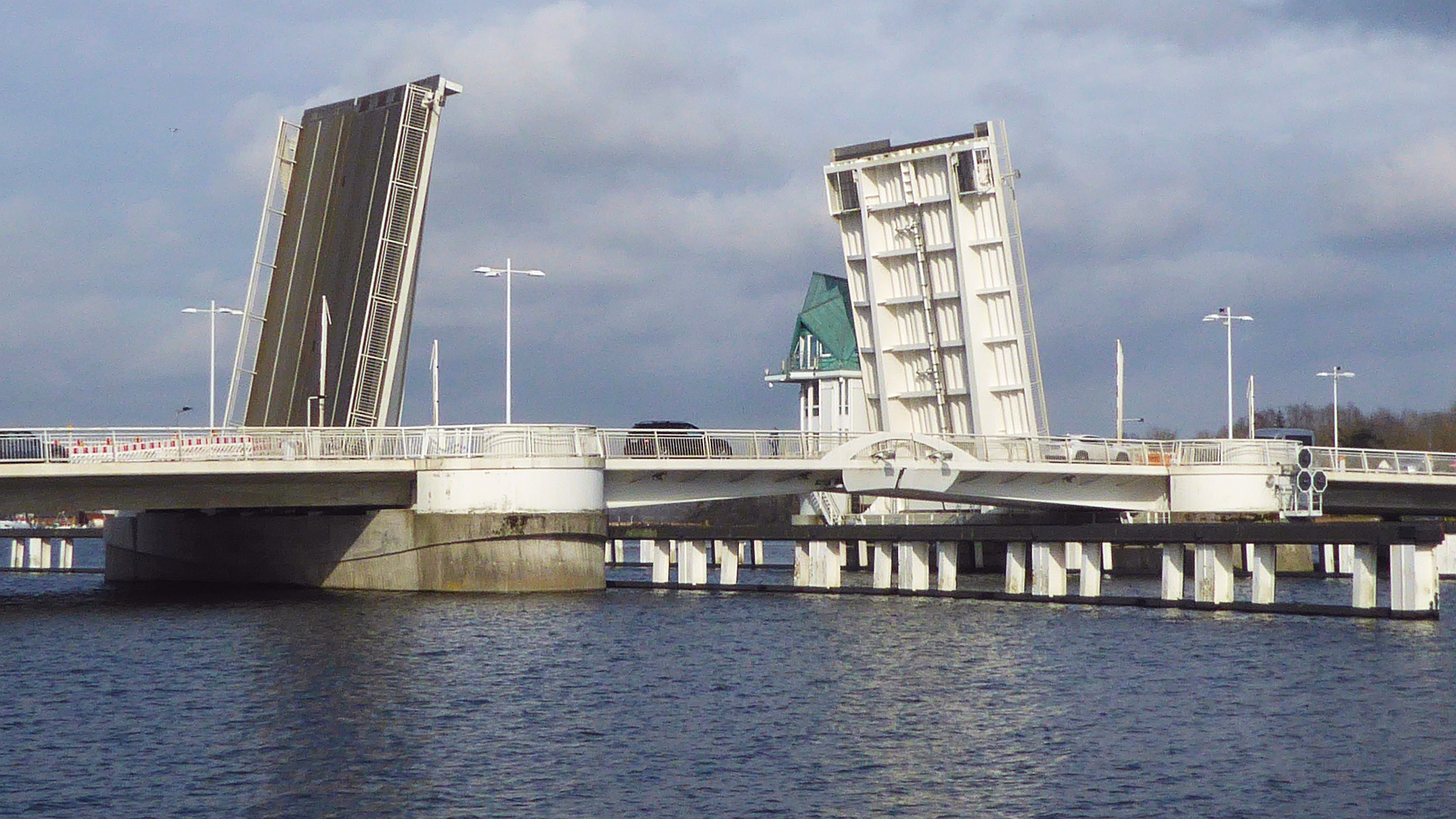
Gegenverkehr auf 2 Südfahrspuren bei Wartung der Nordbrücke (2020)

## Wartungsarbeiten
Da eine derart aufwändige Klappbrückenkonstruktion mit den vier Klappbrückenhälften und vier Fahrspuren auf der Brücke im mehrjährigen Betrieb immer wieder routinemäßige Wartungsarbeiten erfordert, hat man auf beiden Brückenseiten mit den Möglichkeiten ortsfester Fahrbahnverschwenkungen vorgesorgt. Im Fall der Wartungsarbeiten an der Nordklappbrücke können die zwei Nordfahrspuren mittels permanent vorhandener Verschwenkungsmöglichkeit auf eine Südfahrspur gelegt werden, wobei die beiden Südfahrspuren auf eine Fahrspur begrenzt werden. Für den Fall von Arbeiten an der Südklappbrücke erfolgt die Verschwenkung umgekehrt. Die Verschwenkungen beginnen und enden jeweils noch auf der Brücke im Bereich der West- und Osthälfte.

## Fotogalerie

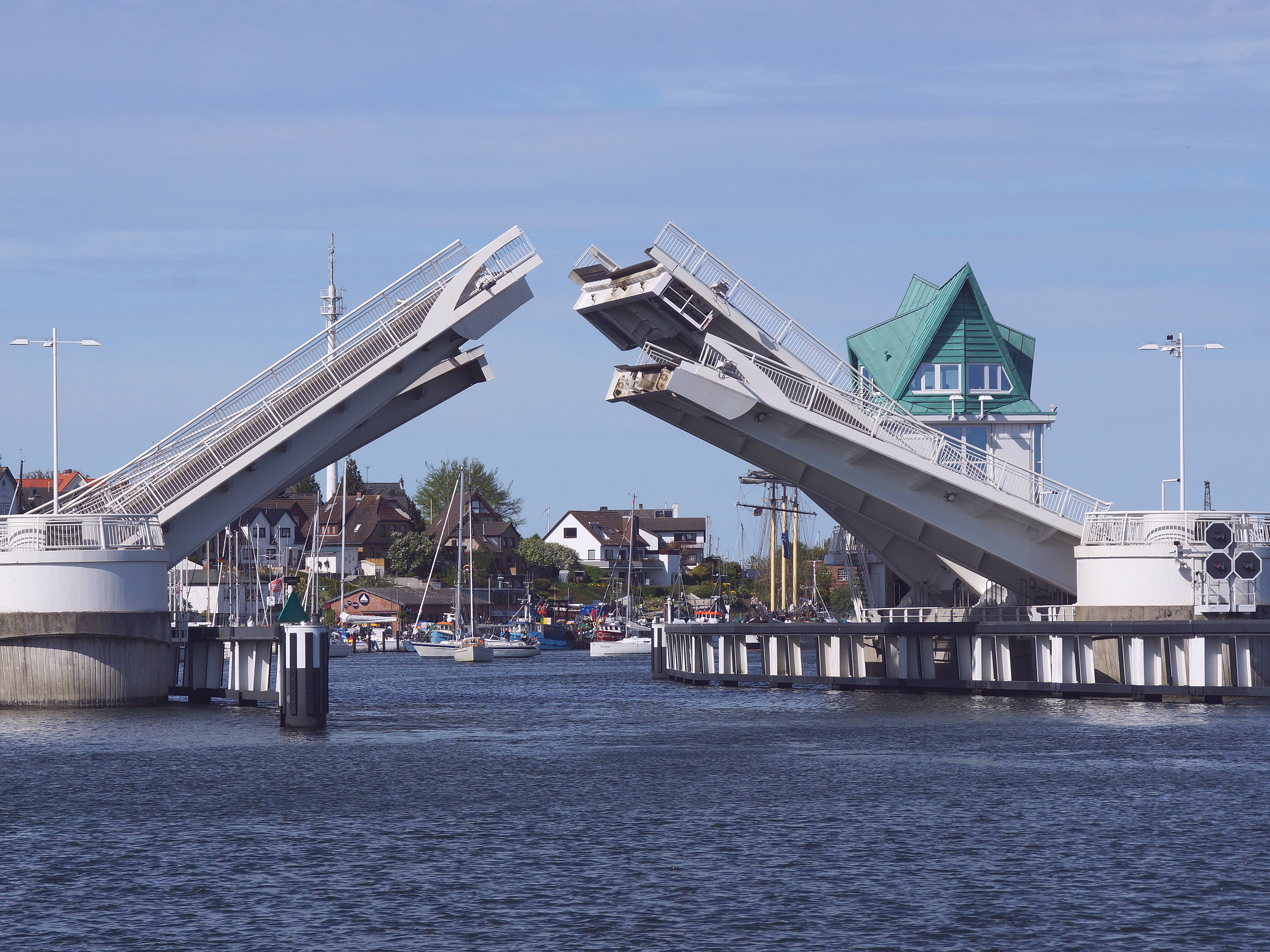
Öffnungsphase der Klappbrücke über Schlei – Ansicht von Westen
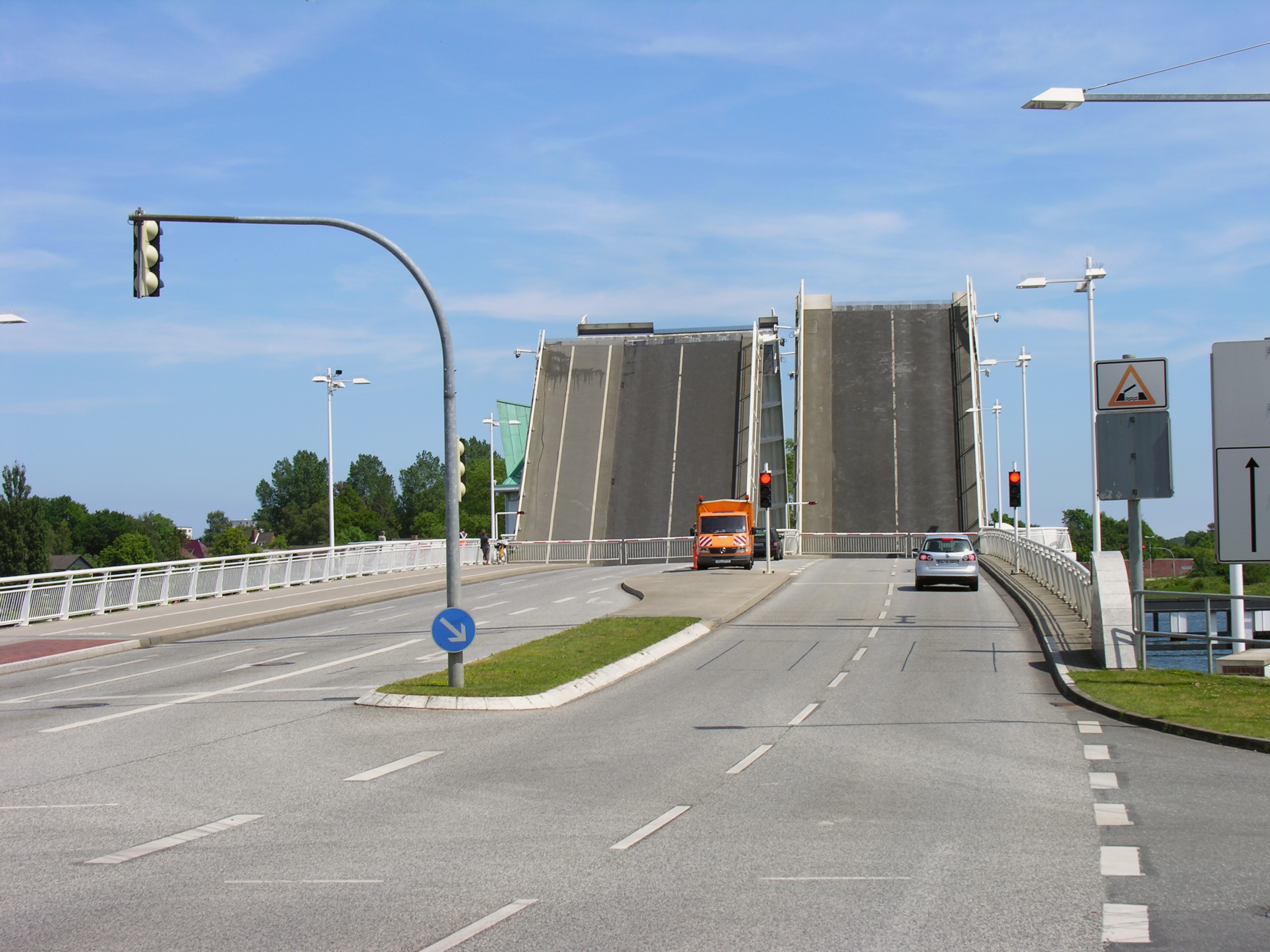
Nordseite der geöffneten Klappbrücke der B 203 über die Schlei
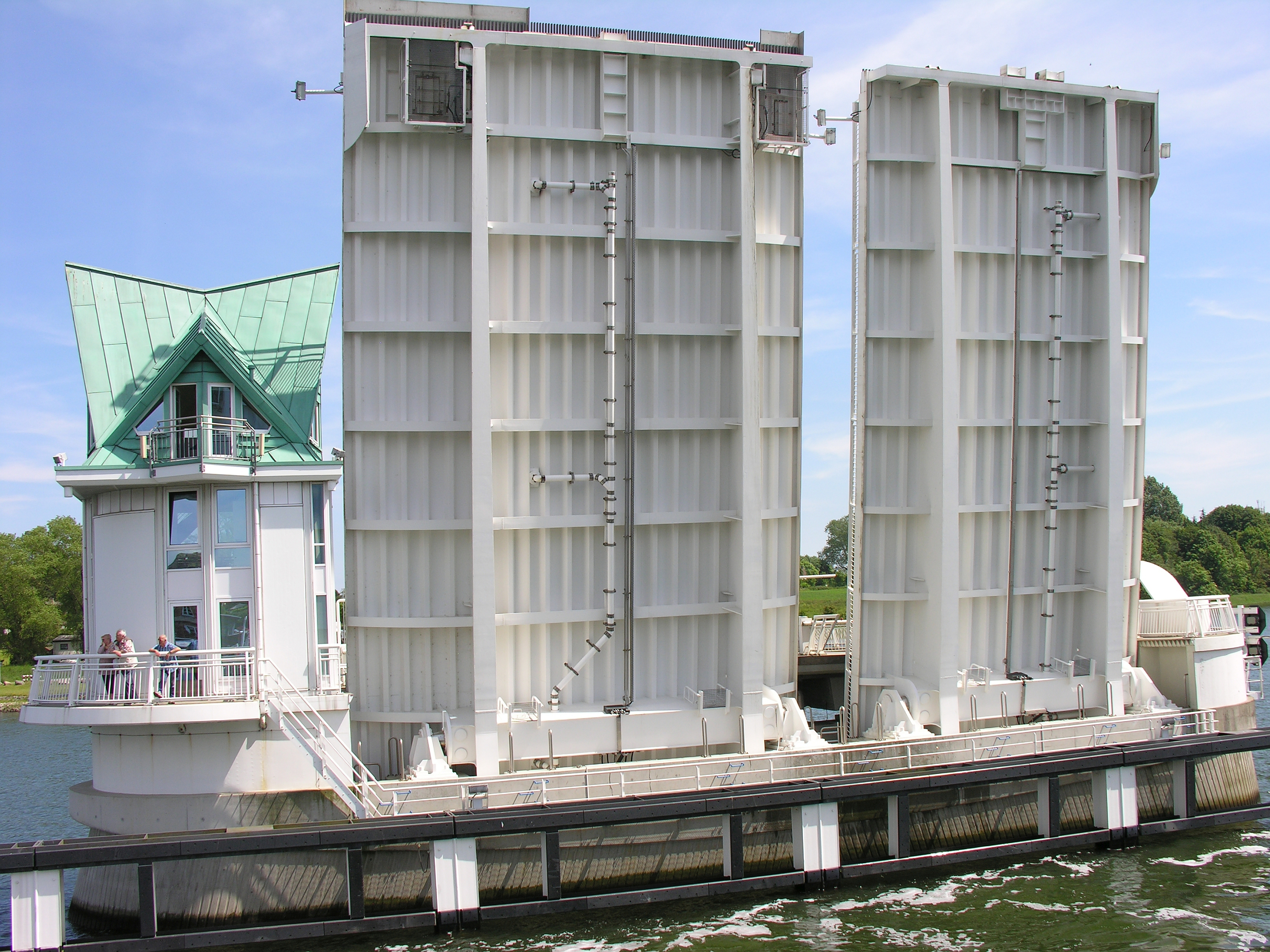
Klappbrücke mit beiden aufgestellten Klappflügeln der Brücken-Südseite
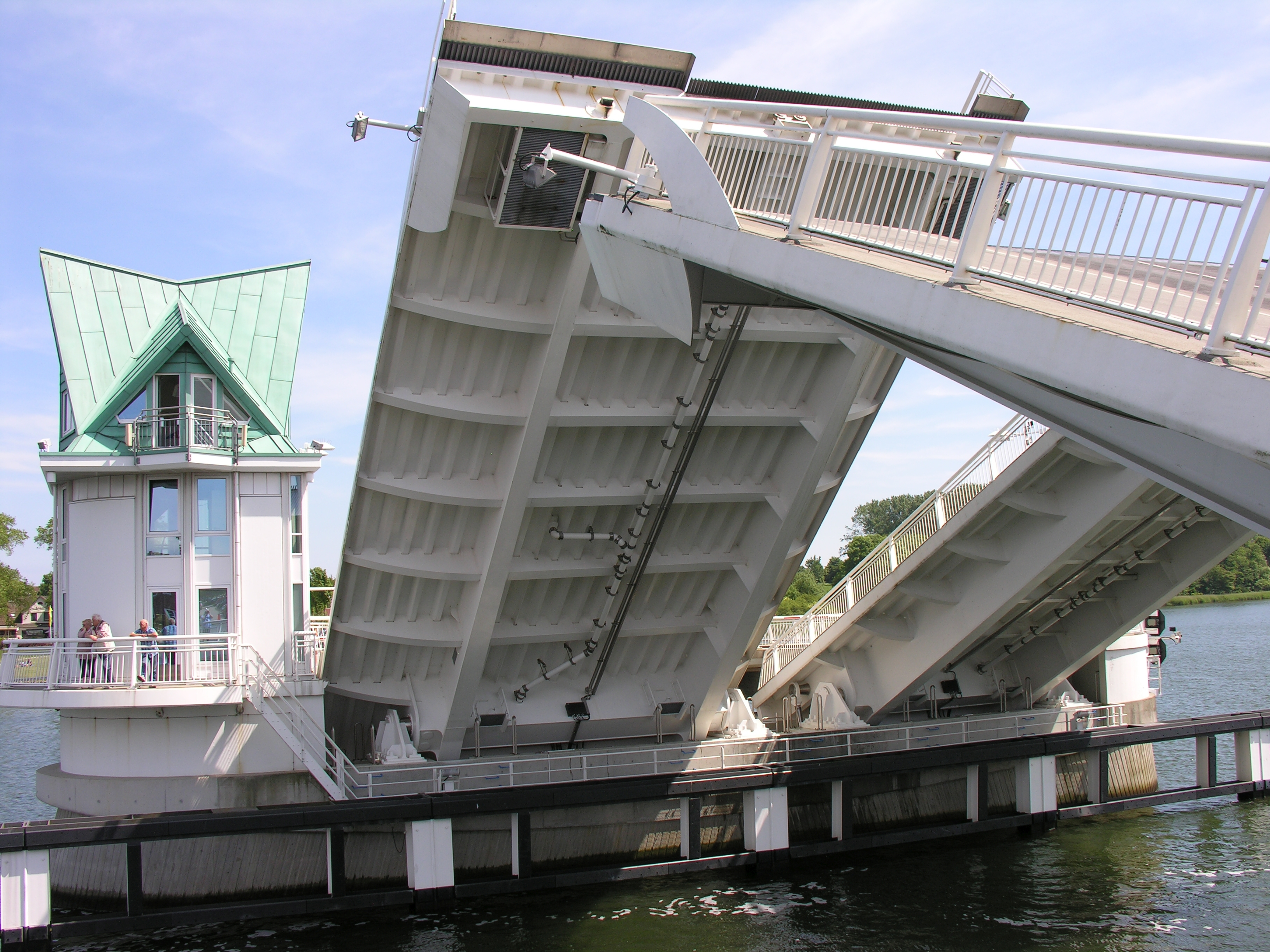
Brücke beim versetzten Herunterfahrens der vier Brückenflügel
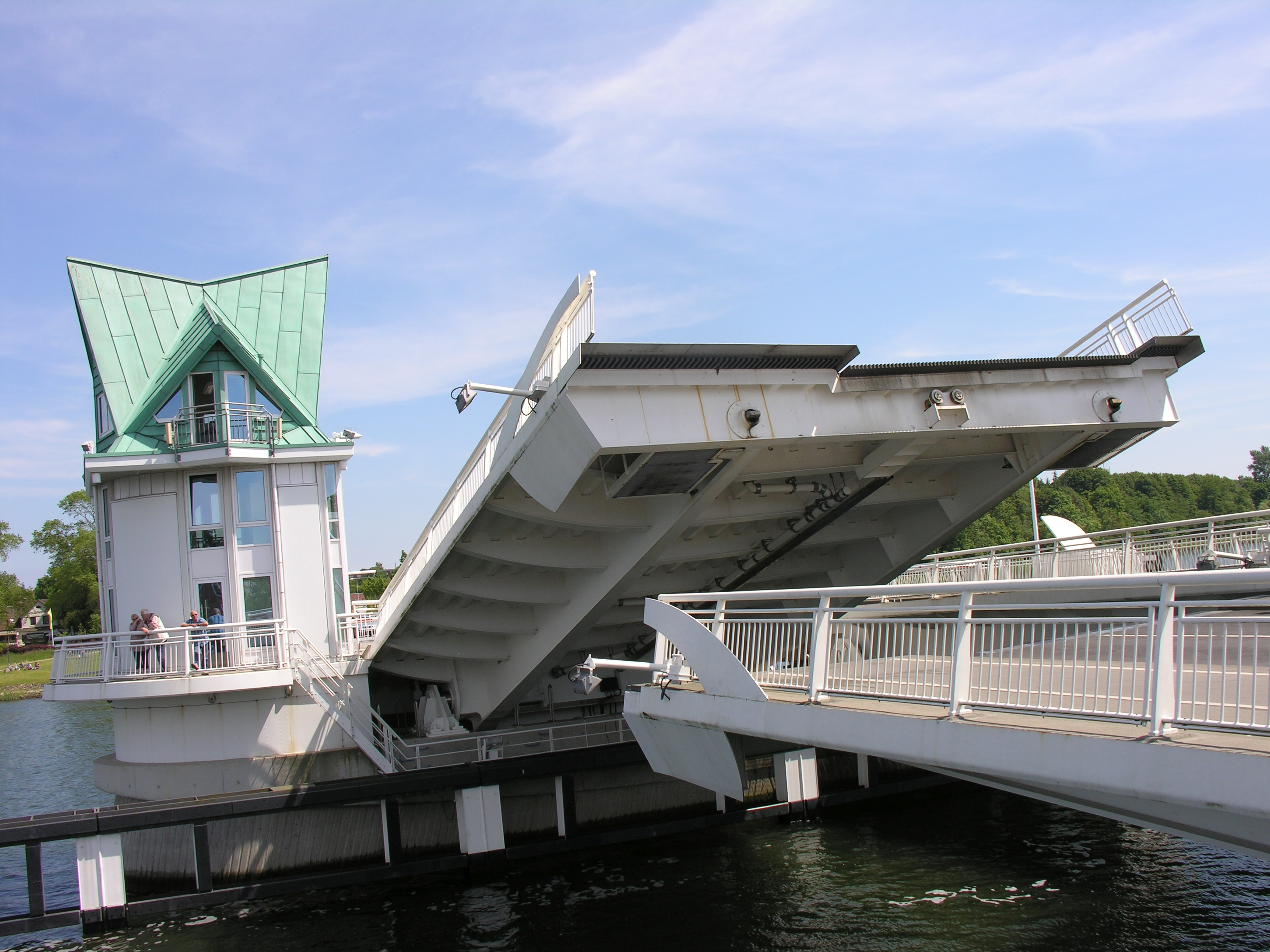
Herunterfahren der Brückenflügel kurz vor Schließung der Brücke
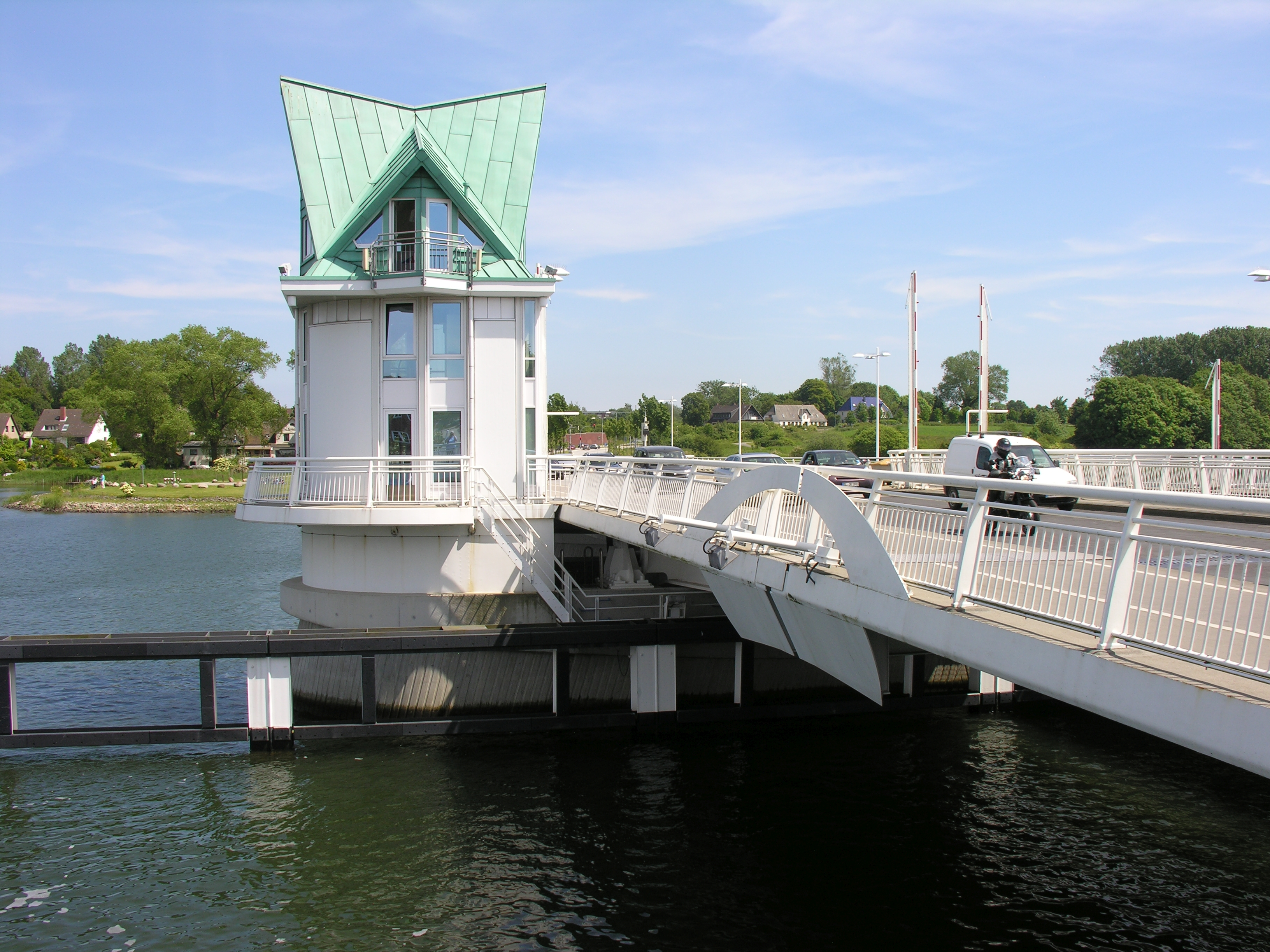
Brückenwärterhaus mit geschlossener Klappbrücke der B 203 in Kappeln
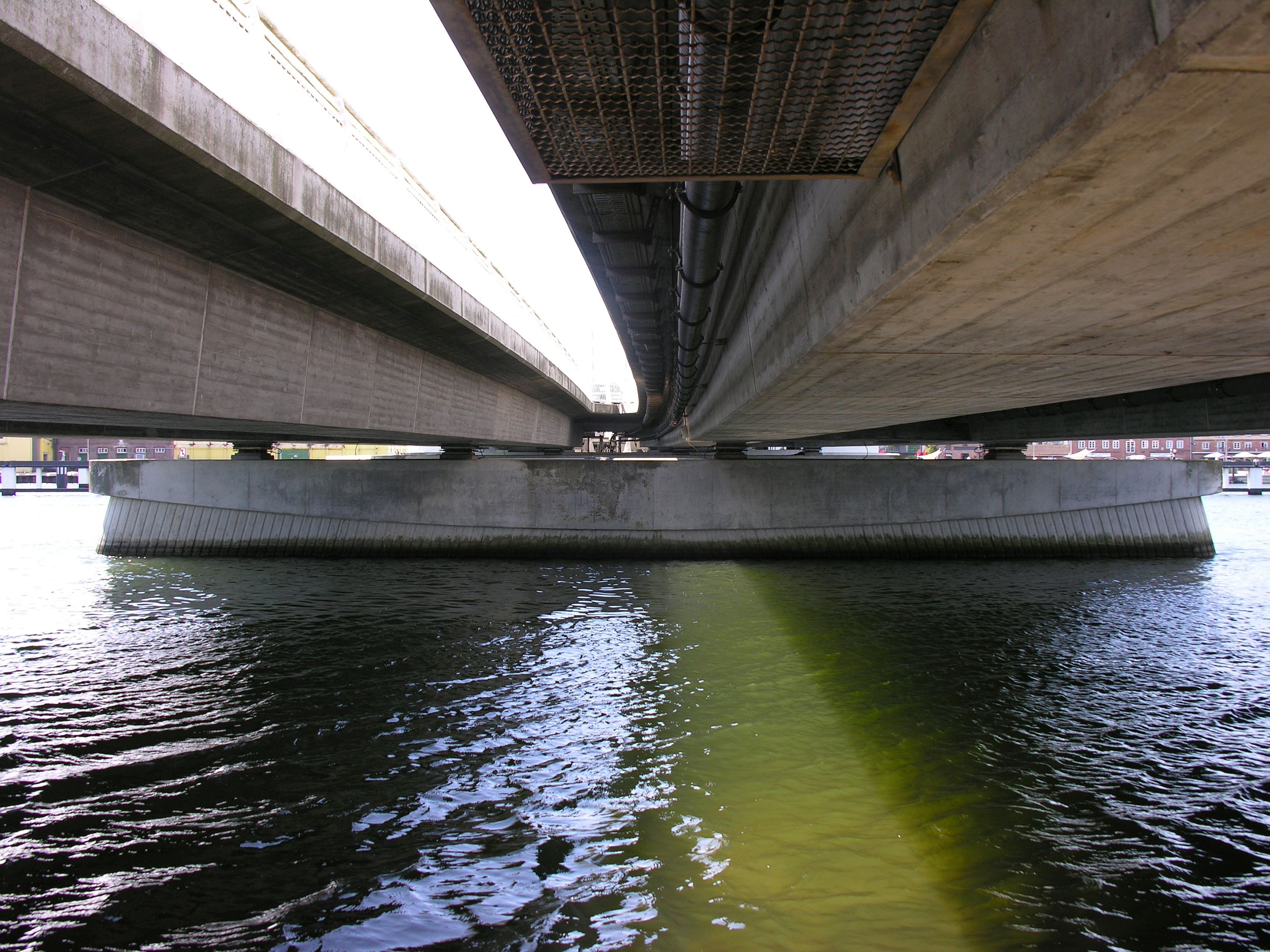
Untersicht der Fahrbahn-Überbauten für die B 203 nach Norden zum Klappenpfeiler